# Frank Heinemann (Fußballspieler)
Frank Heinemann (* 8. Januar 1965 in Bochum), Spitzname Funny, ist ein ehemaliger deutscher Fußballspieler und heutiger ‑trainer.

## Spielerkarriere
Zur Saison 1983/84 wechselte Heinemann zusammen mit Martin Kree aus der A-Jugend des VfL Bochum zur Amateurmannschaft in die Oberliga Westfalen.
Der Mittelfeldspieler war während seiner gesamten Karriere als Fußballprofi beim VfL Bochum aktiv. Von der Saison 1986/87 an bis 1995/96 bestritt er 195 Bundesliga-Spiele (14 Tore) und 21 Zweitliga-Spiele (ein Tor). Sein größter Erfolg mit dem VfL als Spieler war die Teilnahme am Pokalfinale 1988 gegen Eintracht Frankfurt (0:1).

## Trainerkarriere
1996 wurde Heinemann Co-Trainer beim VfL und assistierte seitdem Klaus Toppmöller, Ernst Middendorp, Bernard Dietz, Ralf Zumdick, Rolf Schafstall, Peter Neururer und ab 2005 Marcel Koller. Unter den Cheftrainern Klaus Toppmöller und Peter Neururer erreichte er mit dem VfL Bochum in den Jahren 1996/1997 und 2003/04 die Qualifikation für den UEFA-Pokal. Vom 20. September 2009 bis zum 27. Oktober 2009 war er als Interimstrainer in Bochum tätig, nachdem Marcel Koller beurlaubt worden war. Mit der Verpflichtung Heiko Herrlichs als neuem Cheftrainer musste er den Platz als Co-Trainer räumen. Vom 1. März 2010 bis zum 14. März 2011 war er Nachwuchskoordinator beim VfL Bochum. 
Zur Saison 2011/12 übernahm Heinemann unter Chefcoach Michael Oenning den Co-Trainerposten beim Hamburger SV und behielt diesen auch, nachdem Oenning nach dem 6. Spieltag entlassen und durch Interimstrainer Rodolfo Cardoso ersetzt worden war. Danach assistierte er gemeinsam mit Patrick Rahmen dem Cheftrainer Thorsten Fink. Zur Saison 2013/14 kehrte Heinemann zum Zweitligisten VfL Bochum als Assistent von Cheftrainer Peter Neururer zurück. Am 9. Dezember 2014 wurde er für den zuvor von seinen Aufgaben freigestellten Neururer Interimstrainer bis zum Jahresende. Unter Nachfolger Gertjan Verbeek arbeitete Heinemann nicht mehr als Co-Trainer, sondern war bis zum Auslaufen seines Vertrags im Sommer 2015 noch als Scout für den Verein tätig.
Zur Saison 2016/2017 wurde Heinemann als Co-Trainer unter Norbert Meier beim SV Darmstadt 98 verpflichtet. Am 5. Dezember 2016 wurde die Zusammenarbeit zwischen Heinemann und dem SV Darmstadt 98 beendet. Ab dem 3. Januar 2017 war Heinemann Co-Trainer beim 1. FC Kaiserslautern, das Trainergespann wurde im September 2017 nach einem schwachen Saisonstart entlassen.
Anfang März 2019 wurde Heinemann beim KFC Uerdingen unter Meier, der den Cheftrainerposten Anfang Februar übernommen hatte, erneut Co-Trainer. Als Meier bereits am 16. März 2019 nach insgesamt sieben sieglosen Spielen wieder entlassen wurde, übernahm Heinemann als interimistischer Cheftrainer. Heinemann betreute die Mannschaft in 6 Ligaspielen, in denen er 7 Punkte (2 Siege, ein Unentschieden, 3 Niederlagen) holte. Am 30. April 2019 übernahm mit Heiko Vogel die Mannschaft, woraufhin Heinemann wieder in seine Funktion als Co-Trainer zurückkehrte.
Im Juli 2021 kehrte Heinemann als Co-Trainer zu seinem Stammverein VfL Bochum 1848 zurück.